# Tumbling Dice
"Tumbling Dice" er en rock ’n’ roll sang som blev skrevet af Mick Jagger og Keith Richards til The Rolling Stones dobbeltalbum fra 1972 Exile on Main St., og den var albummets første single. Det er en af Rolling Stones favorit nummer til koncerter, og bliver næsten sunget ved hver eneste. Cover versioner er blevet skabt som diverse musik genre som for eksempel reggae, bluegrass og noise rock.

## Indspilning
”Tumbling Dice” blev indspillet i kælderen på Villa Nellcôte, nær Villefranche-sur-Mer, Frankrig. Metoden til indspilningen af Exile on Main St. var et bandet sov hele dagen, og indspillede med hvem der nu var der om natten.   
I teksten til Jump Back sagde Richards:” Jeg husker at jeg skrev riffet ovenpå, i et meget elegant værelse ud til vejen, og vi tog den med nedenunder igen den samme aften, og vi indspillede den.” Jagger fortalte at:” ”Tumbling Dice” blev skrevet for at passe til Keiths riff. Sangens tema var gambling og kærligheden, og det kom fra at han ”havde mange venner der på det tidspunkt plejede at tage til Las Vegas i weekenden .”
Mick Taylor, The Rolling Stones faste guitarist på det tidspunkt, spillede bass på dette nummer, da bassisten Bill Wyman var fraværende denne nat . Charlie Watts spillede trommer. Jim Price spiller trompet, og Bobby Keys saxofon. Mick Jagger spiller guitar sammen med Keith Richards. Koret i baggrunden blev dannet af Keith Richards, Clydie King og Vanetta Fields.
Singlen blev udgivet den 14. april, 1972. Den var The Rolling Stones 23. single i USA, og deres 17. i England. Nummeret blev nummer 7. i USA, og nummer 5. i England.
”Tumbling Dice” findes som live version på albummene Stripped, Rarities 1971-2003 og Love You Live. På opsamlingsalbummerne kan den findes på Jump Back: The Best of The Rolling Stones  og Forty Licks.
Et covernummer af sangen blev et top 40 single hit for Linda Ronstadt i 1978 .

## Eksterne kilder og henvisninger
- Officiel tekst Arkiveret 27. september 2007 hos  Wayback Machine
- Se The Rolling Stones live ”Tumbling Dice” fra 1972
- Tekst og info om ”Tumbling Dice”
- Facts om ”Tumbling Dice”

### Fodnote
1. ↑  Jump Back
2. ↑  The Greatest Songs Ever! Tumbling Article on Blender :: The Ultimate Guide to Music and More
3. ↑  Se Linda Ronstadt synger "Tumbling Dice" sammen med Leo Sayer fra 1982